# 공포 장애

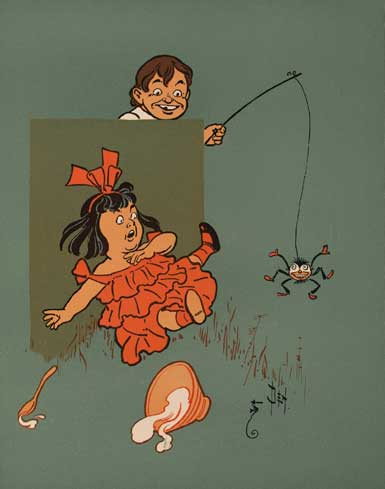

공포증(恐怖症), 또는 포비아(phobia)는 불안 장애의 한 유형으로 예상치 못한 특정한 상황이나 활동, 대상에 대해서 공포심을 느껴 높은 강도의 두려움과 불쾌감으로 인해 그 조건을 회피하려는 것을 말한다. 자신이 느끼는 공포가 불합리하고 그 공포가 자신에게 위협적이지 않다는 것을 알면서도 공포심을 느끼면 발작과 같은 다양한 증상을 동반하면서 스스로 제어하기 어려운 상황에 처한다. 증상으로는 숨이 가빠지고 오한이나 발열, 경련이나 무정위한 불수의 운동, 어지러움, 두근거림, 구역질 등이 나타난다.

## 하위유형
공포증은 국제질병분류에 의하면, 불안 장애에 분류되어 이하의 종류에 세분된다.
1. F40.0 광장공포증
2. F40.1 사회공포증
3. F40.2 특수한(고립된) 공포증
4. F40.8 기타 공포성 불안장애
5. F40.9 상세불명의 공포성 불안장애

### 임상
1. 사회공포증: 낯선 사람과 이야기하거나, 다른 사람들 앞에서 연설을 하는 등의 사회적 상황에 대한 두려움과 불안이 있어서 그런 상황을 가능한 한 피하려 하는 병이다.
  - 일반적사회공포증
  - 특정적사회공포증
2. 특정 공포증: 특정 한 종류의 것에의 공포증이다.
3. 광장공포증: 공황 발작이나 유사증상이 생길 경우 도움을 받기 어려운 장소에 있으면 불안하다고 느끼는 증상이다.

### 특정공포증
단순공포증 또는 특수공포증이라고도 한다. 대부분 동물이나 높은 곳, 천둥, 어둠, 비행, 폐쇄공간, 특정 음식물, 피나 상처, 주사 등을 두려워하여 피하게 된다. 개인에 따라서 두려움의 대상은 다르지만 상황이나 대상에 접하면 공황발작을 일으킬 수 있다.

### 사회공포증
사회공포증 환자는 잘 모르는 사람과 대화를 하거나, 직장 상사와 이야기할 때 불안하고 긴장이 되어 얼굴이 붉어지거나, 가슴이 두근거리고, 말을 제대로 하지 못한다. 남들 앞에서 발표를 하는 등 남들이 자신을 관찰하고 평가하는 상황에 남의 시선을 의식하게 되고 그러한 상황을 두려워하여 자꾸 피하게 된다. 이러한 상황을 피하다 보면 나중에는 더욱 두려움이 커져서 더욱 그러한 상황을 회피하는 악순환을 되풀이 하게 된다.
사회공포증은 어떤 특정 상황만 두려워하는 사람과 광범위하게 여러 사회 상황을 두려워하는 사람으로 나눌 수 있다. 동양에 특징적으로 나타나는 현상으로는 자신 때문에 다른 사람들이 고통을 받는다고 생각해서 사회적 상황을 두려워하고 피하는 경우도 있다.

## 청소년 공포 장애
공포 장애는 성인에게만 나타난다고 생각되어 왔지만 청소년도 공포 장애를 겪을 수 있다. 청소년 시절 공포 장애를 겪었던 성인들을 조사한 결과에 따르면 공포 장애는 15~19세에 절정을 이룬다고 한다. 불안 장애를 갖고 있는 학생 10명 중 1명 가량이 공포 장애로 추정된다. 아동의 공포발작에 대해서는 논쟁의 여지가 있다. 사춘기 전 아동에게서 공포발작이 발생하였다는 연구 결과들이 있으나, 아동이 공포 장애를 겪을 확률이 낮다.

## 합병증
합병증으로는 불안감을 진정시키기 위해 알코올을 오·남용하거나, 알코올 및 다른 약물에 의존하는 경우, 알코올이나 약물 중독에 걸릴 수 있다. 그리고 공포증으로 인한 사회 생활의 어려움이 우울증의 원인이 되기도 한다.

## 같이 보기
- 공포증 목록
- 증후군

## 참고 문헌
- 조선덕 편역, 《정서 장애의 이해》, 특수교육, 1994.
- 송영혜, 《정서 장애 진단 사례집》, 특수교육, 1994.
- Linda Winkley, 신현순 역, 《아동과 청소년의 정서 장애》, 이화여자대학교 출판부, 2000.
- Margaret Cecil Coleman, Jo Webber 공저, 방명애, 이효신 공역, 《정서 및 행동 장애》, 시그마프레스, 2004.